# Julien Arrieta
Pour les articles homonymes, voir Arrieta.
Pas d'image ? Cliquez ici

a Compétitions nationales et continentales officielles uniquement.

b Matchs officiels uniquement.
 Julian Arrieta, né le 11 septembre 1924 à Irun en Espagne et mort le 9 mars 2017 à Saint-Jean-de-Luz, est un joueur français de rugby à XV.

## Biographie
Julian Arrieta a joué avec l'équipe de France, Saint Jean de Luz, et le Stade français (lors de ses sélections de 1953), au poste de talonneur (1,68 m pour 70 kg). Il est le grand-oncle d'Igor Juzon.

## Carrière

### En club
- Saint-Jean-de-Luz OR
- Stade français Paris

### En équipe nationale
Il a disputé son premier match international, le 28 février 1953, contre l'équipe d'Angleterre et le dernier contre l'équipe du pays de Galles, le 28 mars 1953.

## Palmarès
- Sélections : 2 (+1 non officielle)
- Tournoi des Cinq Nations disputé : 1953